# Latundê
Latundê, pleme Nhambicuaran Indijanaca s juga amazonskog bazena u brazilskoj državi Rondônia. Latundê su najsrodniji plemenu Lakondê ili Lacondê, a oboje govore nambikvarskim dijalektom yalapmunxte i pripadaju skupini Sjevernih Nambikwara. Populacija 100 (UN Country Population; 2008), a naseljeni su s Aikanã i Kwazá Indijancima na rezervatu Tubarão-Latundê.

## Vanjske poveznice
- Nambikuára, Northern
- The Phonology and Grammar of Latundê/Lakondê  Arhivirana inačica izvorne stranice od 8. rujna 2014. (Wayback Machine)
- [neaktivna poveznica]